# Альберс, Андреас
Андреас Альберс Нильсен (дат. Andreas Albers Nielsen; род. 23 марта 1990, Скиве, Виборг) — датский футболист, нападающий.

## Клубная карьера
Альберс — воспитанник клуба «Скиве». 21 сентября 2008 года в матче против «Коллинга» Андреас дебютировал в первом дивизионе. 7 июня 2009 года в поединке против «Лолланн Фальстер» он отметился первым голом за клуб. 13 июня 2010 года в матче против «Тистед» оформил первый хет-трик в карьере. 
Зимой 2011 года перешёл в «Вайле», подписав контракт на 2,5 года. 20 марта в поединке против «Нествед» Андреас дебютировал за новый клуб. 14 сентября в матче против «Блокхуса» нападающий отметился дебютным голом. По итогам самого результативного сезона 2013/14 — Альберс забил 34 гола и отдал 5 голевых передач. 
В мае 2015 года стал игроком «Силькеборга», подписав двухлетний контракт. 25 июля в матче против «Вестшелланна» Альберс дебютировал в составе датского клуба. 16 августа в поединке против бывшего клуба «Скиве» забил первый гол за новый клуб.  
В июне 2017 года перешёл в «Виборг». 13 августа в матче против «Нюкёбинга» форвард дебютировал за «зелёных». В следующем туре против «Фремад Амагер» он забил первый гол. 
Летом 2019 года на правах свободного агента стал игроком «Ян». 28 июля в поединке против «Бохума» Альберс дебютировал во второй Бундеслиге. 3 августа в матче против «Ганновер 96» датчанин забил первый гол за немецкий клуб.  
В июне 2023 года перешёл в «Санкт-Паули». 29 июля в поединке против «Кайзерслаутерна» он дебютировал в составе «пиратов». Вышел на поле в последнем матче сезона и забил один из двух голов в матче, благодаря котором «пираты» вышли в Бундеслигу. 

## Достижения
«Санкт-Паули»
- Победитель второй Бундеслиги: 2023/24